# Ricardo de Armas
Ricardo de Armas (* 1957 in Buenos Aires) ist ein argentinischer Cellist und Komponist.

## Leben
De Armas studierte klassisches Cello in Argentinien, Spanien und Brasilien. Von 1985 bis 1989 war er Mitglied der Grupo de Acción Musical, einer Improvisationsgruppe mit Vasken Bezazian, Jorge Falcón, Marcelo Barragán, Gustavo Rodríguez Espada und Daniel Miraglia. Seit 1988 ist er Cellist des Orquesta Sinfónica Provincial de Bahía Blanca.
Von 1995 bis 1999 arbeitete er als Cellist und Komponist im Duo Maglia-de Armas mit Adrián Maglia, das u. a. mit der Tanzgruppe Almas en alquiler auftrat. Zur gleichen Zeit bildete er mit María de la Cruz, Rodríguez Palacios und Patricia Galassi die Gruppe für experimentelle Musik Primarios.
Seit 1999 ist de Armas an dem multimedialen Projekt Telematic Bolivia beteiligt. Mit Luis Rojas organisiert er das Festival Bahía Arte Electrónico der Stadt Bahía Blanca.

## Werke
- Pequeños diseños sonoros, 2000
- Visage, 2001
- Escenas algorítmicas, 2001
- Sin título, 2002
- Objetos y diseños breves, 2002
- 011220, 2002
- La noche en que los bits se convirtieron en alondras, 2002
- El niño de los potes perfumados, multimediales Stück, 2003